# Kazanlăk
Kazanlăk (kyrilliskt: Казанлък) är en stad i kommunen Obsjtina Kazanlăk och regionen Stara Zagora i Bulgarien med 61 779 invånare (2005) vid östra änden av Rosendalen, norr om Stara Zagora, nära landets geografiska mittpunkt. Den är industricentrum (textilindustri, musikinstrumenttillverkning med mera) och har produktion av rosenolja. Området är fullt av arkeologiska lämningar efter förhistoriskt liv från så långt tillbaka som 2000-talet f.Kr.

## Historia
Nära staden ligger den thrakiska graven i Kazanlăk från fjärde århundradet före Kristus, som är upptagen på Unescos världsarvslista. Graven ligger nära den forntida thrakiska huvudstaden Seuthopolis, som ligger på botten av reservoaren Koprinka. 
Kazanlăk grundades på 1400-talet för att militärstrategiskt säkra det närbelägna Sjipkapasset och är idag den största staden i Rosendalen. Den var redan tidigt bekant för sin produktion av rosenolja. 

## Geografi
Landskapet är pittoreskt, med mellanhöga bergskedjor på motsatta sidor, och är särskilt vackert i maj då rosenfälten blommar och doftar. I första veckan av juni genomförs ett firande av rosblomningen, då bland annat en skönhetstävling hålls.
Den kulturella medelpunkten i Kazanlăk är "Iskra", som grundades 1873, med bibliotek, teater- och biografhall och museum. 

## Ekonomi
Bland de lokala industrierna finns en vapentillverkare, Arsenal AD, och en tillverkare av hydrauliska komponenter.

## Sport
Volleybollklubben Kazanlăk Volley, vilken som bäst kommit tvåa i bulgariska mästerskapet samt nått final i bulgariska cupen, kommer från staden.

## Personer med koppling till Kazanlăk
I Kazanlăk föddes den berömde humoristiska skriftställaren Dimităr Christov Tjorbadzjiski – Tjudomir (1890–1967).